# Košarkarski klub Elektra Šoštanj
Il Košarkarski klub Elektra è una squadra di pallacanestro slovena della città di Šoštanj.
Disputa le proprie partite interne presso la Športna dvorana, impianto inaugurato nel 1995 che dispone di 850 posti a sedere e 150 in piedi.

## Storia
Il club nacque per iniziativa di un gruppo di studenti provenienti dalla capitale Lubiana, i quali si trovavano a Šoštanj per motivi di studio. Il primo match ufficiale della sua storia si è disputato nel 1949, vinto contro la squadra cittadina di Celje. Nel 1952 la prima squadra fa il suo esordio assoluto nella massima serie slovena. Il piazzamento più prestigioso in questa serie risale tuttavia al 2006, quando la formazione bianco-blu arrivò quarta. Nel 2009 invece il club raggiunge per la prima volta la finale della Coppa di Slovenia.

## Finali disputate

### Nazionali
Coppa di Slovenia
2009 vs. K.K. Union Olimpija
Supercoppa di Slovenia
2009 vs. K.K. Union Olimpija